# William Warner
William Warner (Londen, ca. 1558 - Amwell (Hertfordshire), 9 maart 1609) was een Engels dichter.
Warner bezocht de Universiteit van Oxford en praktiseerde als advocaat in Londen. Hij genoot tijdens zijn leven echter vooral aanzien als schrijver. Zijn belangrijkste werk was Albion's England, een geschiedenis van Engeland in verzen. De eerste editie (1586) besloeg de periode van de Zondvloed tot de Normandische verovering van Engeland. In 1606 werd de geschiedenis aangevuld tot de regering van Jacobus I. Het werk is geen pure geschiedschrijving, het bevat ook fictieve elementen. Het volledige werk verscheen postuum in 1612.
Warner publiceerde ook een aantal prozawerken in Pan his Syrinx Pipe (1584) en een vertaling van 
Menaechmi van Plautus (1595).
- Gemeinsame Normdatei: 130866520
- International Standard Name Identifier: 0000 0000 8258 7618
- Library of Congress Control Number: n83230265
- Nederlandse Thesaurus van Auteursnamen: 15848052X
- Istituto Centrale per il Catalogo Unico: UFIV097860
- SNAC: w6f76xq4
- Système universitaire de documentation: 118225022
- Trove: 1007056
- Virtual International Authority File: 70046176
- WorldCat: E39PBJh4x7QJBywwTvtHFKymVC